# Bendigo
Bendigo is een grote regionale stad in centraal Victoria, Australië, gelegen in de City of Greater Bendigo. Er zijn ongeveer 80.000 inwoners en het is de op drie na grootste stad van Victoria na Melbourne, Geelong en Ballarat. Bendigo ligt ongeveer 180 kilometer ten noorden van Melbourne.
Het gebied stond oorspronkelijk bekend als Bendigo's Creek, genoemd naar een werknemer van een plaatselijke boerderij met de bijnaam Bendigo, naar een Engelse bokser William Abednego Thompson. In 1851 werd het gebied door de Engelsen bevolkt, in 1855 werd het een officiële gemeente en in 1871 kreeg het de status van stad. De stad kreeg aanvankelijk ambtshalve de naam Sandhurst, maar deze werd in 1891 weer gewijzigd in de oude naam Bendigo.
Bendigo groeide in omvang na van de vondst van goud in het midden van de 19e eeuw. De hoogtijdagen van de 'goldrush' hebben vele bezienswaardige victoriaanse gebouwen opgeleverd.

## Chinese gemeenschap
Eind jaren zestig van de 19e eeuw werd de Bendigo Joss House Temple gebouwd, de oudste en nog bestaande Chinese tempel van het land. Er was een levendige Chinese gemeenschap in de stad door de ontdekking van goud. Vele Chinezen gingen naar de stad, die door hen Grote Goudberg (Dai Gum San / 大金山) werd genoemd, om te werken als goudzoeker. Er was een Chinese buurt met allerlei voorzieningen voor Chinese migranten, zoals tempels en winkels. Tegenwoordig herinnert het Chinese park Yi Yuan en het Golden Dragon Museum aan de Bridge Street nog aan het vroegere bestaan van deze Chinatown. In het museum bevindt zich de eerste tempel gewijd aan Guanyin (Kuan Yin Temple) die dagelijks geopend is, behalve op Kerstmis.

## Stedenbanden
Bendigo heeft met drie steden een stedenband, namelijk:
- Penzance (Groot-Brittannië)
- Los Altos (Verenigde Staten)
- Tianshui (China)

## Geboren
- Stephen Huss, (10 december 1975), tennisser
- Mitchell Watt (25 maart 1988), atleet
- Robbie Hucker (13 maart 1990), wielrenner
- Chloe Hosking (1 oktober 1990), wielrenster
- Jack Haig (6 september 1993), wielrenner
- Chris Hamilton, (18 mei 1995), wielrenner
- Jenna Strauch, (24 maart 1997), zwemster